# باب مارک
 باب مارک (انگلیسی: Bob Mark؛ زاده ۲۸ نوامبر ۱۹۳۷ درگذشته ۲۱ ژوئیهٔ ۲۰۰۶) یک تنیس‌باز اهل استرالیا بود.